# حمس (کالیفرنیا)
حمس (به انگلیسی: Hams) یک منطقهٔ مسکونی در ایالات متحده آمریکا است که در شهرستان کالاوراس، کالیفرنیا واقع شده‌است. حمس ۹۰۷ متر بالاتر از سطح دریا واقع شده‌است.